# Jocelin van Parijs
Jocelin van Parijs (Ook: Gozlin van Maine, ? - Parijs, 16 april 886) was een bisschop van Parijs aan het eind van de 9e eeuw.

## Biografie
Jocelin van Parijs zou een zoon kunnen zijn van de Frankische graaf Rorico, enkele andere bronnen noemen hem als een natuurlijke zoon van Lodewijk de Vrome. In het jaar 848 trad hij in het klooster in te Reims. Tijdens een aanval van de Vikingen op het klooster van Saint-Denis verzette Jocelin zich samen met de andere monniken tegen de aanvallers. Hierbij werden hij en zijn broer gevangengenomen en pas na het betalen van losgeld werd hij weer in vrijheid gesteld.
Na zijn vrijlating werd hij een van de raadsheren van Karel de Kale en vervulde deze functie tot 881 regelmatig. Twee jaar later werd hij benoemd tot bisschop van Parijs. In deze functie zorgde hij voor versterkingen van de stad tegen eventuele aanvallen van de Noormannen. Toen het beleg in 885 eindelijk losbarstte, nam hij samen met graaf Odo van Parijs het bevel op zich over de troepen. Tijdens het beleg stierf Jocelin van Parijs en hij werd in zijn functie opgevolgd door Askericus.